# Atari Age
Atari Age foi uma revista distribuída aos membros do Atari Club de 1982 até 1984. Foi publicada pela The Atari Club, uma subsidiária da Atari.

## História
Criada em 1982, Atari Age era distribuída a todos os membros do Atari Club como incentivo para unir-se ao clube. Era precisa pagar a cota de US$1 (um dólar americano), o membro recebia uma ano de inscrição na revista Atari Age. Na revista, era incluso conteúdo relacionado com os produtos da Atari. Esta incluía notícias, eventos, análises exclusivas dos novos produtos da Atari, artigos técnicos, ofertas exclusivas para os membros do Atari Club e um catálogo de todos os produtos da Atari.